# Друк-Юл (парк)
Парк Друк-Юл (нем. Druk-Yul-Park) — парк, находящийся в районе Лизинг на юге Вены (Австрия). Парк расположен на пересечении улиц Шпайзингерштрассе, Витгенштайнштрассе и Розенхюгельштрассе.

## История
В 2007 году было принято решение почтить дружеские отношения между Бутаном и Австрией. Парк был построен в честь 100-летия Королевства Бутан.
В 2010 году, по инициативе Австрийско-Бутанского общества, студентами из Высшего технического колледжа Мёдлинга на территории парка была построена буддийская ступа. Парк был торжественно открыт 6 апреля 2012 года в присутствии послов Китая, Индии и президента Бутанского общества.
В 2014 году в парке была воздвигнута стена мани.

## Галерея

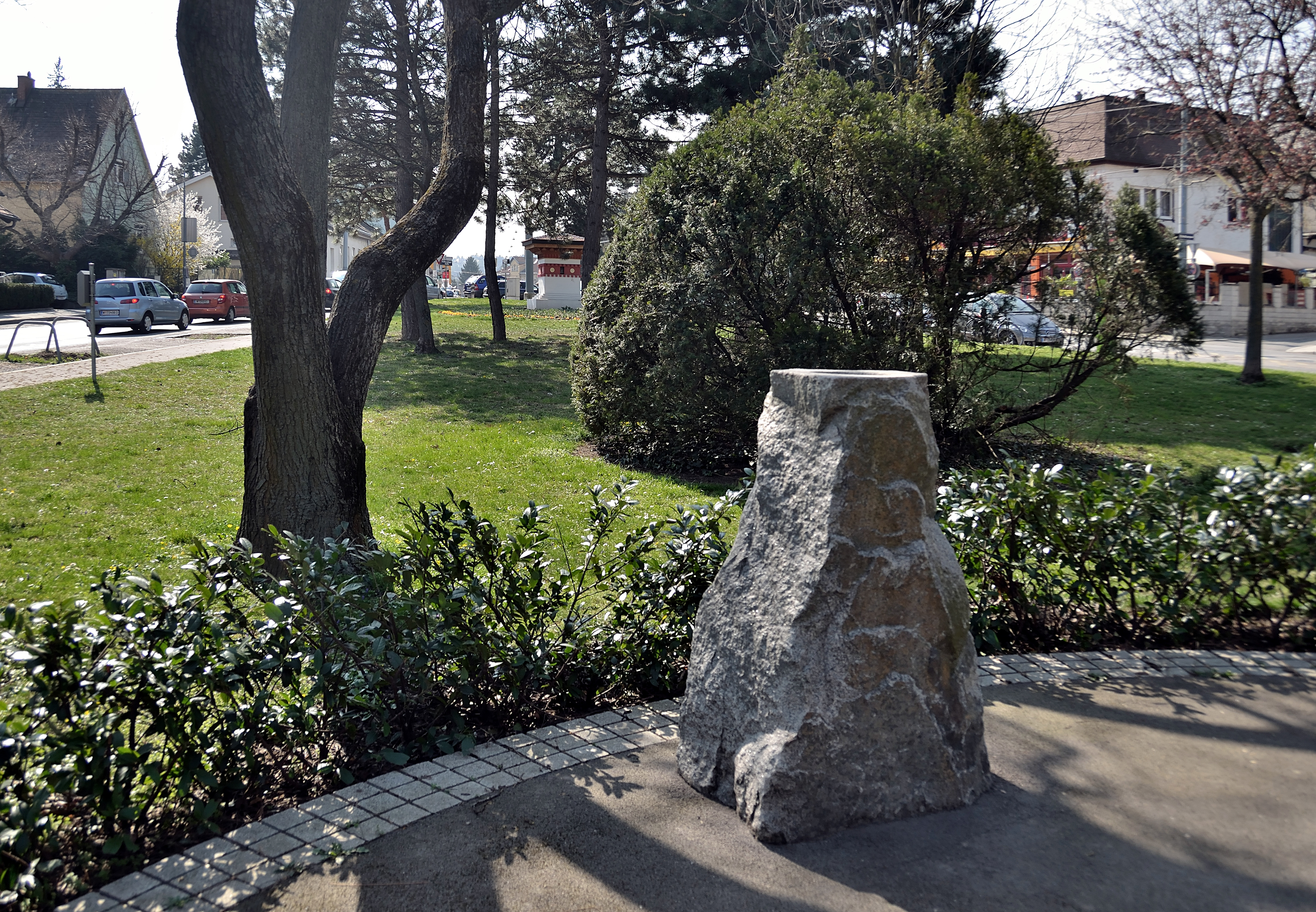
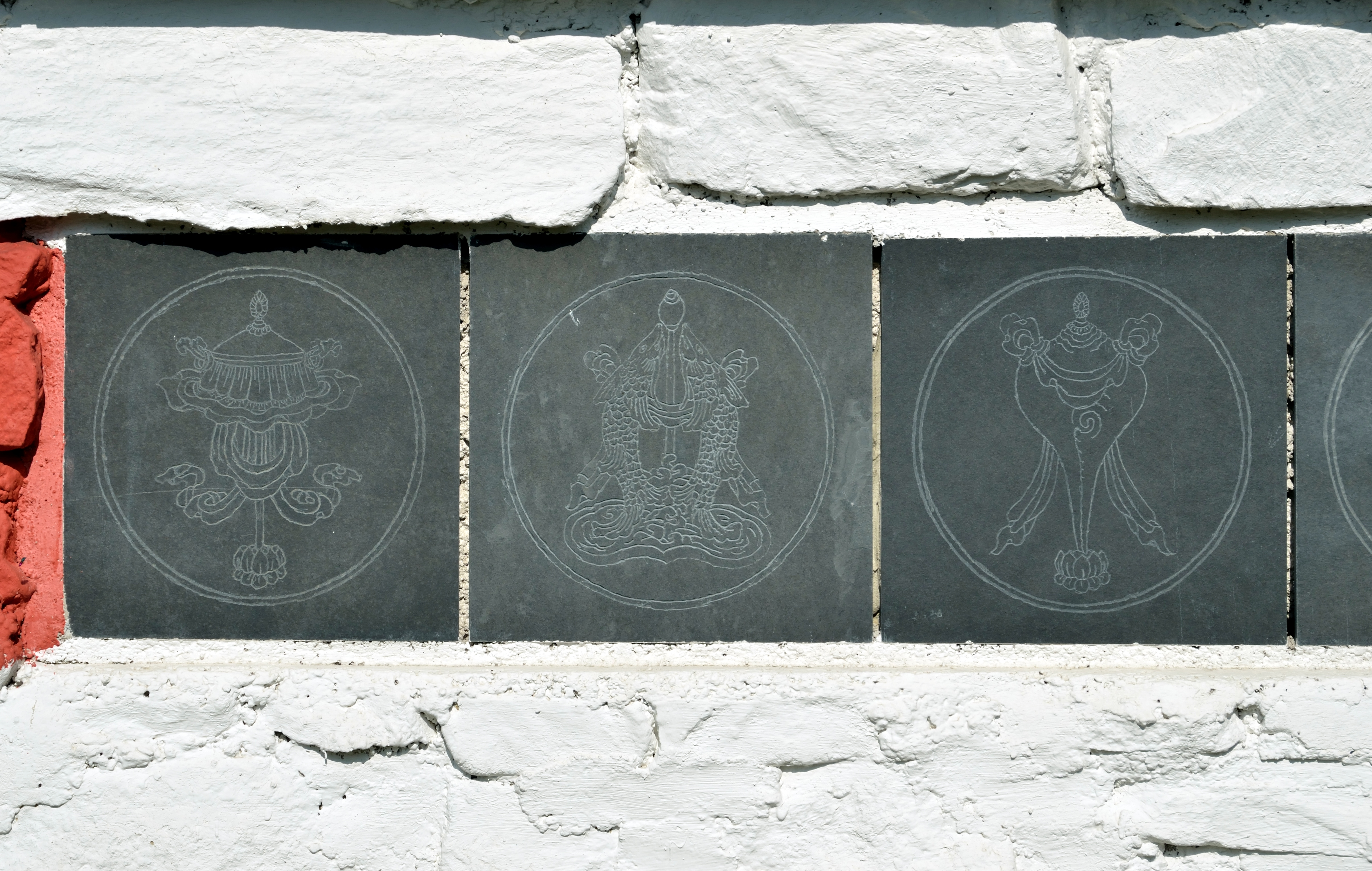
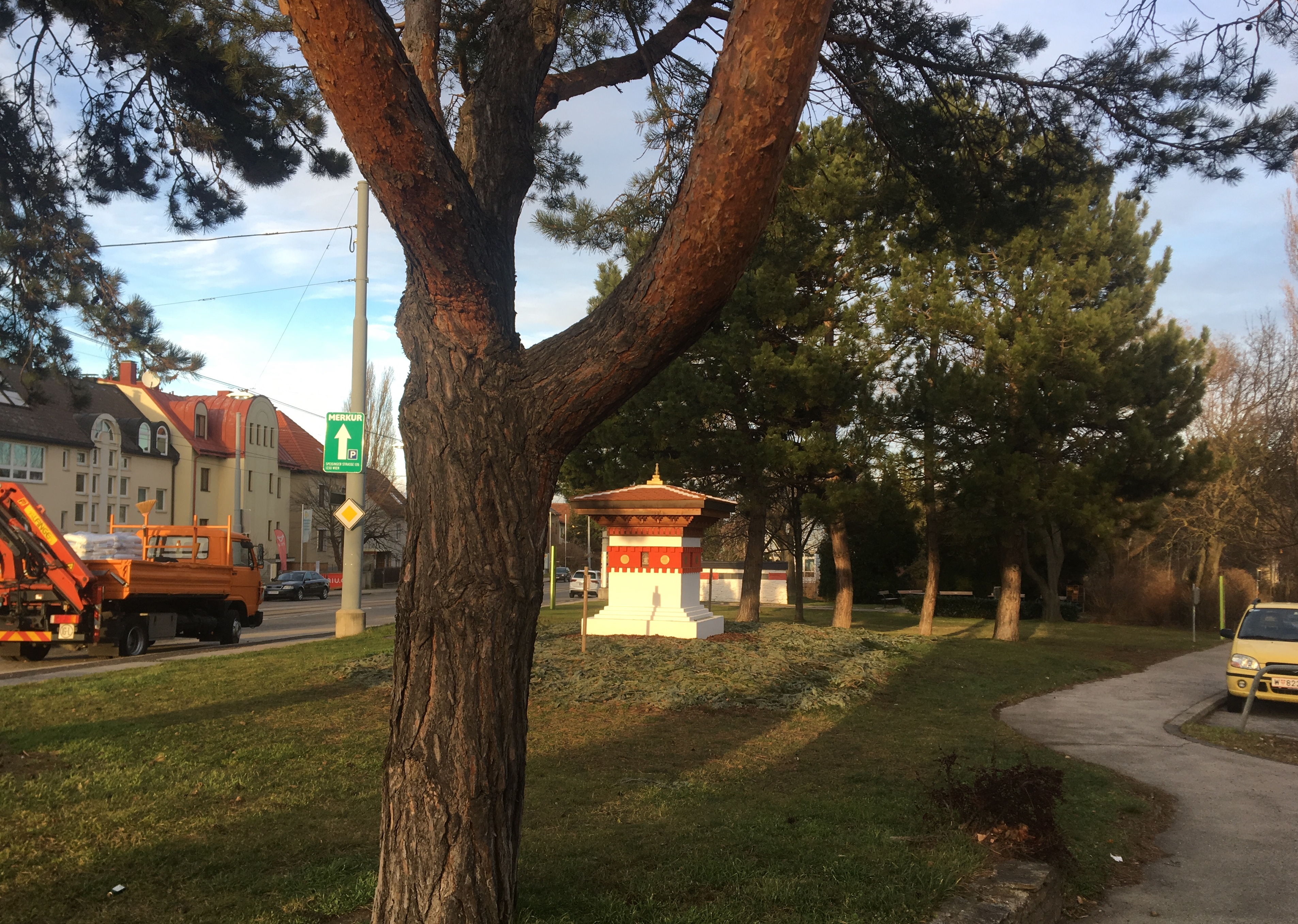
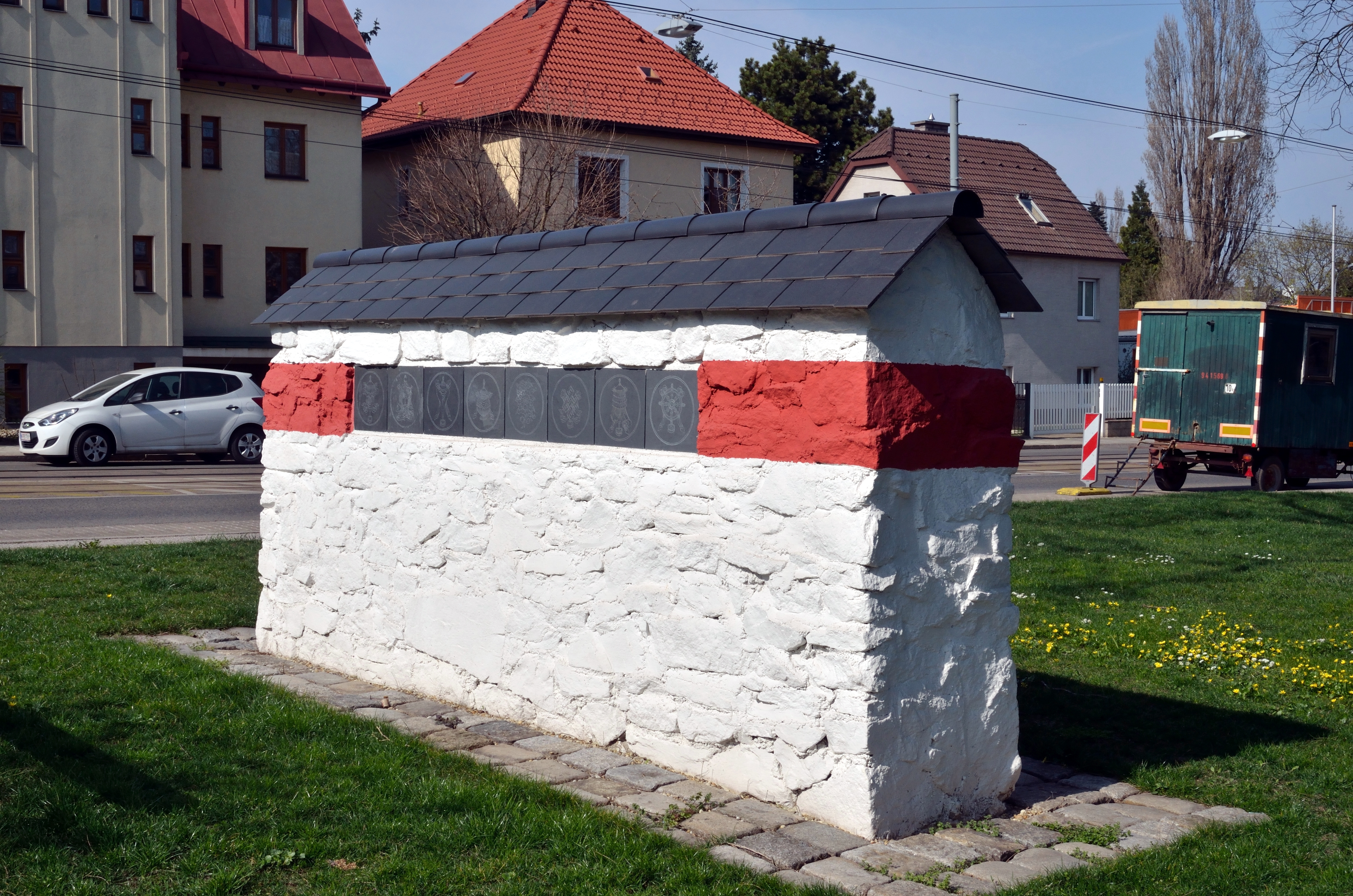
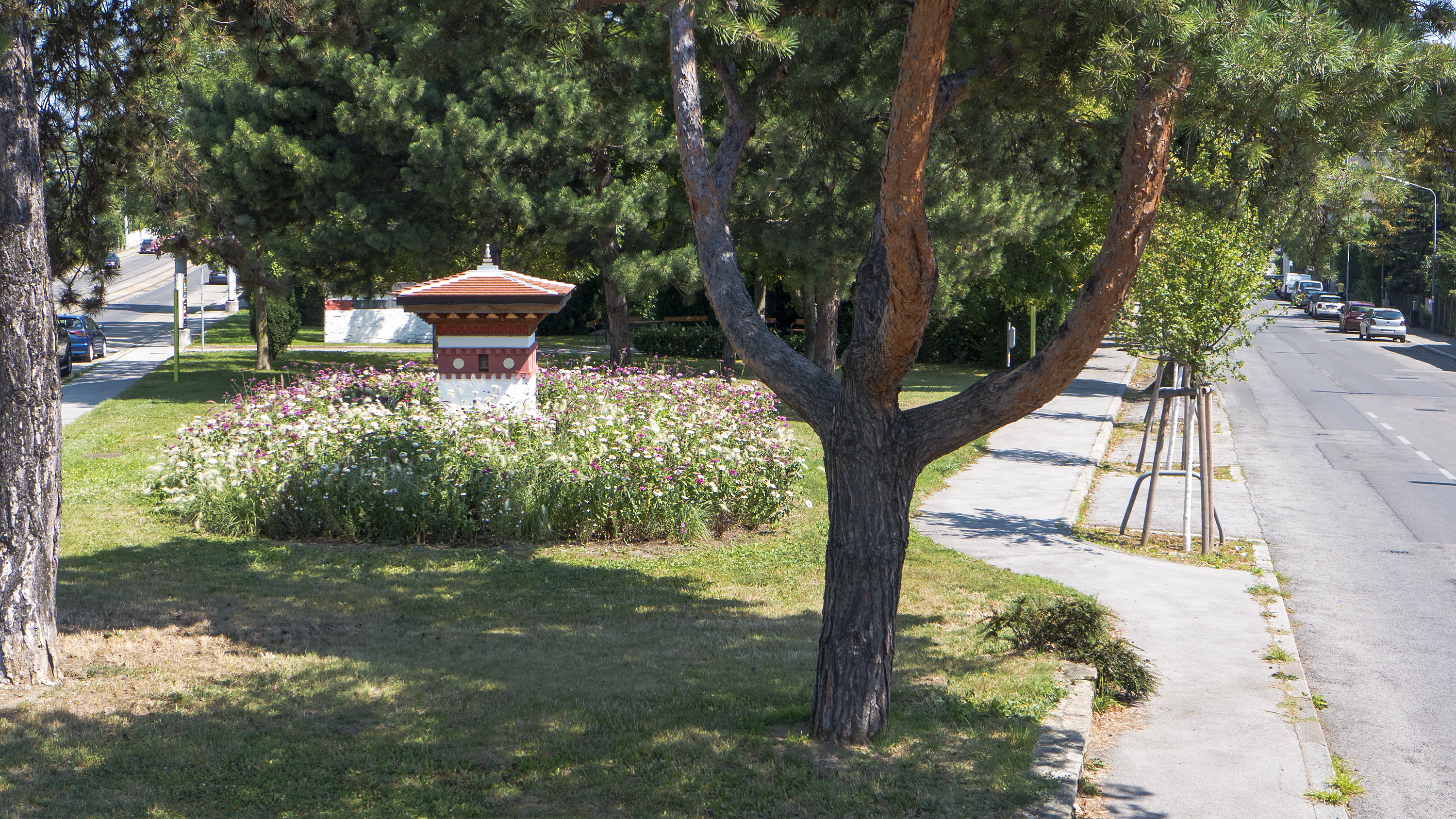